# نوريس ضد المدعي العام
نوريس ضد المدعي العام هي قضية صدر الحكم فيها في عام 1983 من قبل المحكمة العليا الأيرلندية والذي ينص على أن القانون الذي يجرم المثلية الجنسية لا يتعارض مع دستور أيرلندا. نجح ديفيد نوريس لاحقًا في المحكمة الأوروبية لحقوق الإنسان، حيث وجدت في قضية نوريس ضد أيرلندا (1988) أن القانون ينتهك المادة 8 من الاتفاقية الأوروبية لحقوق الإنسان.

## الخلفية
تجرّم المادتان 61 و 62 من قانون الجرائم المرتكبة ضد الأشخاص 1861 الجنس من الدبر، والتي جعلت النشاط الجنسي بين رجلين غير قانونيين، وجرمت المادة 11 من قانون تعديل القانون الجنائي 1885 الفحش الجسيم بين الرجال. ظل القانون في الكتب عندما حصلت أيرلندا على الاستقلال عن المملكة المتحدة. ألغي القانون، وتم إلغاء تجريم النشاط الجنسي المثلي، في عام 1967 في انجلترا وويلز مع قانون الجرائم الجنسية 1967، في اسكتلندا مع قانون العدالة الجنائية (اسكتلندا) 1980 وفي أيرلندا الشمالية مع الأمر الخاص بالجرائم الجنسية المثلية (أيرلندا الشمالية) 1982.
دخل دستور أيرلندا حيز التنفيذ في عام 1937، وتم ترحيل جميع القوانين التي كانت موجودة في الكتب قبل ذلك، ما لم تكن «بغيضة للدستور».

## القضية
قام ديفيد نوريس برفع قضية وخسرها أمام المحكمة العالية في عام 1977 طالباً إعلاناً بأن قوانين عامي 1861 و 1885 التي تجرّم النشاط المثلي لم تعُد حيز التنفيذ منذ سن دستور أيرلندا. تنص المادة 50 من الدستور على أن القوانين التي سُنّت قبل الدستور والتي تتعارض معه لا تُعَد حيز التنفيذ.
كان كبير مستشاريه غاريت كوني، وزميلته والعضوة في حملة إصلاح قانون المثلية الجنسية، ماري روبنسون، التي أصبحت في عام 1990 أول امرأءة رئيسة لأيرلندا.

### الحكم
رفضت المحكمة العليا الطعن، مشيرة إلى «الطبيعة المسيحية للدولة».

## رد الفعل
بعد صدور الحكم، أعلن نوريس على الفور أنه سيقدم دعوى قضائية إلى المحكمة الأوروبية لحقوق الإنسان.

## الاستئناف
بعد ذلك، رفع نوريس القضية إلى المحكمة الأوروبية لحقوق الإنسان. في قضية نوريس ضد أيرلندا (1988)، قضت المحكمة الأوروبية لحقوق الإنسان، كما فعلت في قضية دودجون ضد المملكة المتحدة (1981)، بأن القوانين التي تجرم المثلية الجنسية تشكل خرقًا لحماية المادة 8 من الخصوصية. في عام 1993، نجحت الحكومة الأيرلندية في إلغاء تجريم النشاط الجنسي المثلي بين الرجال مع قانون القانون الجنائي (الجرائم الجنسية) 1993.